# Graham County (Kansas)
Graham County ist ein County im Bundesstaat Kansas der Vereinigten Staaten. Der Verwaltungssitz (County Seat) ist Hill City. Das U.S. Census Bureau hat bei der Volkszählung 2020 eine Einwohnerzahl von 2415 ermittelt.

## Geographie
Das County liegt im Nordwesten von Kansas, ist im Norden etwa 45 km von Nebraska entfernt und hat eine Fläche von 2328 Quadratkilometern, wovon ein Quadratkilometer Wasserfläche ist. Es grenzt im Uhrzeigersinn an folgende Countys: Norton County, Phillips County, Rooks County, Trego County, Gove County und Sheridan County.

## Geschichte
Graham County wurde am 26. Februar 1867 als Original-County aus freiem Territorium gebildet. Benannt wurde es nach John L. Graham, einem Offizier im Amerikanischen Bürgerkrieg, der bei der vom 19. bis 20. September 1963 andauernden Schlacht am Chickamauga gefallen war.
Im Graham County liegt eine National Historic Landmark, die Nicodemus National Historic Site. Insgesamt sind 4 Bauwerke und Stätten des Countys im National Register of Historic Places eingetragen (Stand 29. August 2017).

## Demografische Daten

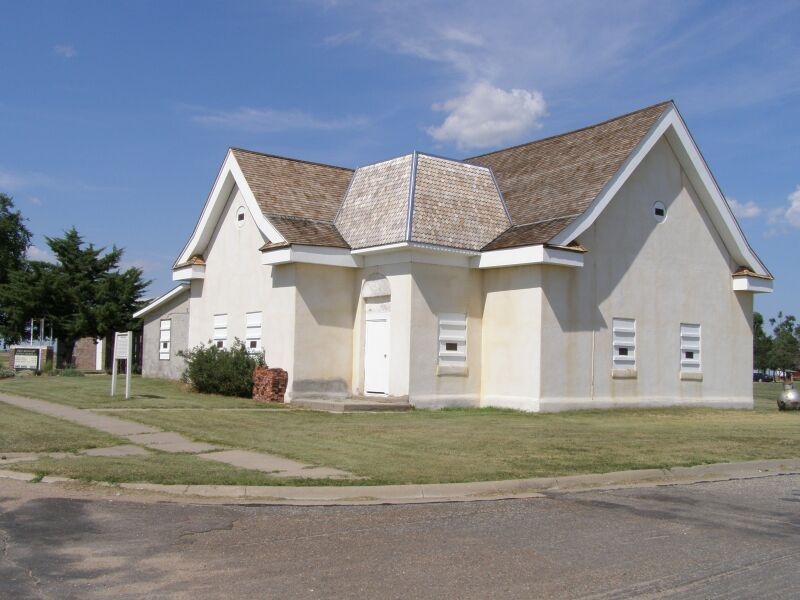
First Baptist Church in Nicodemus, gelistet im NRHP

Nach der Volkszählung im Jahr 2000 lebten im Graham County 2946 Menschen in 1263 Haushalten und 847 Familien im Graham County. Die Bevölkerungsdichte betrug 1 Einwohner pro Quadratkilometer. Ethnisch betrachtet setzte sich die Bevölkerung zusammen aus 94,91 Prozent Weißen, 3,22 Prozent Afroamerikanern, 0,34 Prozent amerikanischen Ureinwohnern, 0,27 Prozent Asiaten, 0,03 Prozent Bewohnern aus dem pazifischen Inselraum und 0,41 Prozent aus anderen ethnischen Gruppen; 0,81 Prozent stammten von zwei oder mehr Ethnien ab. 0,78 Prozent der Bevölkerung waren spanischer oder lateinamerikanischer Abstammung.
Von den 1263 Haushalten hatten 27,4 Prozent Kinder unter 18 Jahren, die mit ihnen gemeinsam lebten. 59,5 Prozent waren verheiratete, zusammenlebende Paare, 5,9 Prozent waren allein erziehende Mütter und 32,9 Prozent waren keine Familien. 30,1 Prozent aller Haushalte waren Singlehaushalte und in 16,7 Prozent lebten Menschen mit 65 Jahren oder darüber. Die Durchschnittshaushaltsgröße betrug 2,28 und die durchschnittliche Familiengröße betrug 2,84 Personen.
22,5 Prozent der Bevölkerung waren unter 18 Jahre alt. 5,3 Prozent zwischen 18 und 24 Jahre, 23,1 Prozent zwischen 25 und 44 Jahre, 25,4 Prozent zwischen 45 und 64 Jahre und 23,7 Prozent waren 65 Jahre alt oder älter. Das Durchschnittsalter betrug 44 Jahre. Auf 100 weibliche Personen kamen 95,1 männliche Personen. Auf 100 erwachsene Frauen ab 18 Jahren kamen 92,2 Männer.
Das jährliche Durchschnittseinkommen eines Haushalts betrug 31.286 USD, das Durchschnittseinkommen einer Familie betrug 38.036 USD. Männer hatten ein Durchschnittseinkommen von 26.642 USD, Frauen 18.222 USD. Das Prokopfeinkommen betrug 18.050 USD.
8,6 Prozent der Familien und 11,5 Prozent der Bevölkerung lebten unterhalb der Armutsgrenze.

## Orte im County
- Bogue
- Hill City
- Morland
- Nicodemus
- Penokee
- Roscoe
- Saint Peter
- Smithfield
- Studley
- Togo

Townships
- Allodium Township
- Bryant Township
- Gettysburg Township
- Graham Township
- Happy Township
- Hill City Township
- Indiana Township
- Millbrook Township
- Morlan Township
- Nicodemus Township
- Pioneer Township
- Solomon Township
- Wildhorse Township